# Burgerbeleid Borsbeek
Burgerbeleid Borsbeek (BBB) is een Belgische lokale politieke beweging te Borsbeek.

## Geschiedenis
BBB werd opgericht door Gerry Cools en Bruno Lauwers, initiatiefnemers van Burgers voor Borsbeek. Kernthema van de partij was haar verzet tegen de fusie van Borsbeek met Antwerpen. In de aanloop naar de gemeenteraadsverkiezingen van 2024 besloot de BBB de krachten te bundelen met onder meer Open VLD onder de naam Borsbeek Nu.